# Chamaesphecia zimmermannii
Chamaesphecia zimmermannii is een vlinder uit de familie wespvlinders (Sesiidae), onderfamilie Sesiinae.
De wetenschappelijke naam van de soort werd in 1872 gepubliceerd door Julius Lederer. De soort komt voor in het Palearctisch gebied.